# Битва при Диррахии (48 до н. э.)
Би́тва при Дирра́хии — сражение между войсками Гая Юлия Цезаря и Гнея Помпея Великого, состоявшееся примерно 10 июля 48 года до н. э. недалеко от города Диррахий (Эпидамн; современный Дуррес в Албании).

## Предыстория
В начале гражданской войны в Римской республике в 49 году до н. э. проконсул Галлии Цезарь захватил Италию. Возглавлявший войска сената Гней Помпей уплыл в Грецию, где начал собирать крупную армию. Цезарь, желая сорвать возвращение Помпея в Италию, сам переправился в Грецию. Поскольку ему не удалось собрать достаточное число кораблей для переправы всей армии, Гай с частью войск (приблизительно 20 тысяч солдат и 600 кавалеристов) переправился в начале января 48 года до н. э., несмотря на плохую погоду и морскую блокаду Марком Кальпурнием Бибулом. В апреле в Эпир прибыл Марк Антоний со второй частью войск-цезарианцев. Цезарь и Антоний вскоре объединили силы и окружили войска Помпея на побережье близ Диррахия.

## Ход битвы
Помпей построил свой лагерь близ морского берега, Цезарь же обосновался на холмах, чуть дальше от побережья. Хотя численность войск Помпея была вдвое больше, чем у Цезаря, последний с трёх сторон окружил лагерь помпеянцев укреплениями. Из-за проблем со снабжением в лагере цезарианцев закончилось продовольствие, и солдаты по сообщению античных источников были вынуждены питаться хлебом из кореньев. Противники неделями вели позиционную борьбу, сражаясь за ключевые высоты, но без особого успеха. Наконец, в июле Помпей прорвал укрепления своего противника, захватив самые слабые позиции у берега с помощью морского десанта (Гней по-прежнему доминировал на море). Помпей атаковал форты цезарианцев и с севера, и с юга, а часть его войск высадилась между двумя линиями укреплений и, таким образом, атаковала их изнутри. Помпеянцы быстро захватили ближайшие к берегу укрепления, но не смогли продвинуться дальше — следующие форты успешно защищал Марк Антоний. Цезарь направил на отражение атаки основные силы и даже сумел изолировать один из легионов противника. Однако Помпей ввёл в бой все свои резервы, и цезарианцы начали бежать с поля боя. Самый подробный источник о битве — «Записки о гражданской войне» самого Цезаря — весьма туманно описывает перелом в битве, что связывается с нежеланием полководца признавать свои неудачи.
По неизвестным причинам Помпей не решился нанести решающий удар по Цезарю — либо из-за советов Тита Лабиена, либо из осторожности перед возможными уловками противника. Кроме того, поле боя было изрыто укреплениями, что не позволило организовать быстрое преследование. После битвы Цезарь, по словам Плутарха и Аппиана, сказал «Сегодня победа осталась бы за противниками, если бы у них было кому победить». Всего Цезарь потерял более тысячи солдат по его собственным данным; две тысячи — по данным Плутарха; четыре тысячи — по данным Павла Орозия.
Поскольку укрепления Цезаря были прорваны, полководец был вынужден сменить стратегию всей кампании и отказаться от ведения позиционной войны. После проигранного сражения он направился на восток в плодородную Фессалию, и Помпей последовал за ним. Через месяц у Фарсала состоялось генеральное сражение, завершившееся полной победой Цезаря.